# Garcorops jocquei
Garcorops jocquei är en spindelart som beskrevs av José Antonio Corronca 2003. Garcorops jocquei ingår i släktet Garcorops och familjen Selenopidae. Inga underarter finns listade i Catalogue of Life.